# Municipio de Center (condado de Polk)
El municipio de Center (en inglés: Center Township) es un municipio ubicado en el condado de Polk en el estado estadounidense de Arkansas. En el año 2010 tenía una población de 7255 habitantes y una densidad poblacional de 54,58 personas por km².

## Geografía
El municipio de Center se encuentra ubicado en las coordenadas 34°30′37″N 94°10′28″O / 34.51028, -94.17444. Según la Oficina del Censo de los Estados Unidos, el municipio tiene una superficie total de 132.94 km², de la cual 131.72 km² corresponden a tierra firme y (0.91%) 1.21 km² es agua.

## Demografía
Según el censo de 2010, había 7255 personas residiendo en el municipio de Center. La densidad de población era de 54,58 hab./km². De los 7255 habitantes, el municipio de Center estaba compuesto por el 94.6% blancos, el 0.25% eran afroamericanos, el 1.57% eran amerindios, el 0.76% eran asiáticos, el 0.06% eran isleños del Pacífico, el 0.55% eran de otras razas y el 2.22% pertenecían a dos o más razas. Del total de la población el 2.85% eran hispanos o latinos de cualquier raza.